# Djeitun
Djeitun est un site préhistorique du Néolithique situé dans le centre du Turkménistan, à environ 30 km au nord-ouest d'Achgabat, dans la chaine de montagnes du Kopet-Dag. Le site a été occupé d'environ 7200 à 4500 av. J.-C., avec probablement quelques interruptions. Djeitun a donné son nom à toute la période néolithique dans les contreforts du Kopet-Dag.

## Historique
Le site de Djeitun a été découvert par A.A. Marushchenko et a été fouillé dans les années 1950 par B.A. Kuftin et V.M. Masson.

## Description
Le site couvre une superficie d'environ 5 000 m2. Il se compose de maisons indépendantes, d'un plan au sol uniforme. Les maisons étaient rectangulaires et avaient une grande cheminée d'un côté et une niche lui faisant face, ainsi que des cours adjacentes. Les sols étaient recouverts d'enduit à la chaux. Les bâtiments étaient faits de blocs d'argile cylindriques séchés au soleil d'environ 70 cm de long et 20 cm d'épaisseur. L'argile était mélangée à de la paille finement hachée.
Il y aurait eu environ 30 maisons qui auraient pu accueillir environ 150 à 200 personnes.

## Mode de subsistance
Les gens de la culture Djeitun cultivaient de l'orge et deux sortes de blé, qui étaient récoltés avec des couteaux faits en bois ou en os ou avec des faucilles à lame de pierre. Des meules en pierre et d'autres outils en pierre ont été trouvés. Le site semble montrer la plus ancienne trace connue d'agriculture en Asie centrale.
Les villageois élevaient des moutons et des chèvres domestiques, mais ils se livraient également à la chasse pour compléter leur alimentation. Les recherches de David R. Harris montrent que, dans cette région, aucune des formes sauvages de l'engrain ou de l'orge n'aurait pu être domestiquée avec succès. Ces céréales ont donc été apportées du Proche-Orient déjà domestiquées. La même chose s'applique aux moutons. La chèvre sauvage Capra aegagrus, était en revanche répandue en Asie centrale et aurait donc pu être domestiquée dans la région.

## Vestiges archéologiques
Divers types d'artéfacts parmi les plus anciens de Djeitun, tels que des figurines d'argile, des céramiques décorées et de petites haches en pierre, présentent des similitudes avec ceux des premiers sites néolithiques des piémonts du Zagros, comme Jarmo, en Irak. Cela pourrait témoigner d'un mouvement de population du Zagros vers l'Asie centrale à travers le plateau iranien.

## Culture de Djeitun
La culture de Djeitun a peut-être commencé avant 7000 av. J.-C., à en juger par la datation de Tepe Sang-e Chakhmaq, la première colonie où de tels objets ont été trouvés, dans le nord-est de l'Iran. Dans la même zone de la plaine de Gorgan, d'autres sites apparentés sont Yarim Tepe (Iran) et Turang Tepe.
Il existe une vingtaine de sites archéologiques attribués à la culture de Djeitun, et ils se trouvent des deux côtés des montagnes du Kopet-Dag. Ils sont particulièrement nombreux dans les contreforts des montagnes du sud-ouest du Turkménistan. Les sites s'étendent à l'ouest jusqu'à Shahroud, en Iran, et à l'est jusqu'à la rivière Tedjen, qui coule au nord de l'Afghanistan.
Deux autres anciens sites de Djeitun, Chopan et Togolok, sont situés à proximité.
Monjukli Depe est un autre site où des artéfacts de la culture de Djeitun ont été découverts. Ils contribuent à établir la chronologie archéologique régionale.
Il est possible que la culture de Djeitun se soit diffusée vers le Sud-Ouest jusqu'à la province de Kermanchah et le Lorestan, sur des sites tels que Tepe Guran, Tepe Sarab et Ganj Dareh.
De même, les figurines d'argile trouvées à Mehrgarh (Pakistan), premier site néolithique connu dans le sous-continent indien, ressemblent à celles découvertes à Tepe Zagheh et à Djeitun.
La période Djeitun du Turkménistan a été suivie par la culture Anau.